# 高𨄫城生
高𨄫城生（？—1155年），又作高逾城生，是13世纪大理国点蒼山蓮花峰芒湧溪人氏，高泰明之孙，高明清之子，第十代中国公高阿育的祖父。
高明清大约1119年（宋徽宗宣和元年）或1136年（宋高宗绍兴六年）被三十七蛮部杀害。高逾城生继承父亲镇守姚州，因为其子高逾城光早孤，淳熙元年（1174年）时二十五岁镇守姚州。高逾城生在绍兴二十五年（1155年）去世。1212年，高逾城生的孙子高阿育代表逾城派（高明清的后裔）推翻了观音派（高泰明叔父高升祥的后裔）的中国公高观音政，成为中国公。
《滇略·卷七·事略》記載高𨄫城生有子高踰城光，但不知是否高阿育的父親。